# Rajons de Krāslava
Le rajons de Krāslava se situait à l'extrême sud-est de la Lettonie, à la frontière avec la Biélorussie. Les rajons ont été supprimés par la réforme administrative de 2009.

## Population (2000)
Au recensement de l'an 2000, le district avait 36 836 habitants, dont :
- Lettons et Latgaliens : 17 770 personnes, soit 48,24 %.
- Russes :  8 970 personnes, soit 24,35 %.
- Biélorusses :  6 662 personnes, soit 18,09 %.
- Polonais :  2 441 personnes, soit  6,63 %.
- Ukrainiens :    427 personnes, soit  1,16 %.
- Lituaniens :    129 personnes, soit  0,35 %.
- Autres :    437 personnes, soit  1,19 %.

Les populations de langue biélorusse et polonaise, sont, historiquement, très présentes dans ce district frontalier de la Lituanie et du Bélarus. Les autres populations sont allogènes.
Le terme Autres inclut notamment des ressortissants issus de l'ex-URSS (Estoniens, Moldaves...), ainsi que des Rroms.

## Subdivisions

### Pilseta
- Dagda

### Novads
- Krāslava

### Pagasts
- Andrupene
- Andzeļi
- Asūne
- Auleja
- Bērziņi
- Ezernieki
- Grāveri
- Ķepova
- Indra
- Izvalta
- Kalnieši
- Kaplava
- Kastuļina
- Kombuļi
- Konstantinova
- Piedruja
- Robežnieki
- Skaista
- Svariņi
- Šķeltova
- Šķaune
- Ūdrīsi